# Burujanaroppa, Hiriyur
Burujanaroppa là một làng thuộc tehsil Hiriyur, huyện Chitradurga, bang Karnataka, Ấn Độ.